# 낙수 (불교)
낙수(樂受, 산스크리트어: sukha-vedanā 수카 베다나-, 팔리어: sukhā-vedanā 수카- 웨-다나-, 영어: pleasant feeling)는 즐거운 느낌으로, 전통적인 표현으로는 적열(適悅)의 수(受)라 하는데, 대략적으로 말하자면, 마음(6식 또는 8식, 즉 심왕, 즉 심법)이 대상으로부터 즐거움을 느끼는 것이다.
다음의 분류 또는 체계에 속한다.
- 고수 · 낙수 · 불고불락수의 3수(三受) 중 하나이다.
  - 모든 느낌을 신수 · 심수의 2수(二受)로 나눌 때, 여기서의 낙수는 신수(身受, 감각적 느낌, 신체적 느낌)에도 속하고 심수(心受, 정신적 느낌)에도 속한다.
- 고수 · 낙수 · 우수 · 희수 · 사수의 5수(五受) 중 하나이다.
  - 모든 느낌을 신수 · 심수의 2수(二受)로 나눌 때, 여기서의 낙수는 신수(身受, 감각적 느낌, 신체적 느낌)에만 속한다.

3수 중 낙수를 신체적 즐거운 느낌과 정신적 즐거운 느낌으로 세분하여 각각 5수의 낙수(즐거운 느낌)와 희수(기쁜 느낌)가 된다. 또한 3수 중 고수를 신체적 괴로운 느낌과 정신적 괴로운 느낌으로 세분하여 각각 5수의 고수(괴로운 느낌)와 우수(슬픈 느낌)가 된다.
신체적으로 즐거운 느낌이란 촉각적 즐거움을 말한다. 예를 들어, 새로 산 부드러운 이불을 덮어 기분이 좋은 것을 말한다. 정신적으로 즐거운 느낌이란, 예를 들어, 사랑하는 사람을 만나 그를 보자 마음이 기쁜 것을 말한다.

## 정의
세친의 《대승오온론》에 따르면, 낙수(즐거운 느낌)의 정의는 어떤 대상과 헤어질 때 다시 만나고 싶어하는 느낌이다.

T31n1612_p0848b26║云何受蘊？謂三領納：一、苦，二、樂，三、不苦不樂。

T31n1612_p0848b27║樂謂滅時有和合欲；苦謂生時有乖離欲；不

T31n1612_p0848b28║苦不樂謂無二欲。
무엇이 수온(受蘊: 느낌의 무더기)인가? 세 가지의 영납(領納: 받아들여 느끼는 것)을 말한다. 첫째는 고수(괴로운 느낌), 둘째는 낙수(즐거운 느낌), 셋째는 불고불락수(괴롭지도 즐겁지도 않은 느낌)이다. 낙수란 사라질 때에 다시 만나고 싶어하는 바램이 있는 것이고, 고수란 생겨날 때에 떨어지고 싶어하는 바램이 있는 것이고, 불고불락수란 이 두 가지 바램이 없는 것이다.

 — 세친 조, 현장 한역. 《대승오온론》(大乘五蘊論). 대정신수대장경. T31, No. 1612, CBETA.
한문본 & 한글본은 편집자가 번역. 2022년 7월 1일에 확인.
즉, 낙수란 헤어지고 싶어하지 않는 느낌이다. 달리 말하여, 낙수(즐거운 느낌)는 마음에 드는[可意] 대상을 만났을 때 가지게 되는 느낌이다. 그리고 불교에 따르면, 마음에 드는 대상 또는 마음에 들지 않는 대상을 만나는 것은 인과법칙 즉 업과 업의 과보의 법칙 즉 연기법에 따른 것으로, 과거에 몸과 말과 뜻으로 지은 선한(유익한) 행위로 인해 선업(유익한 업)이 쌓이고 이 업으로 인해 마음에 드는 대상과 만나게 된다.

## 엄밀한 정의
대략적으로 말하자면, 즐거운 느낌이란 마음이 대상으로부터 즐거움을 느끼는 것이라고 말할 수 있지만,
엄밀히 말하자면, 마음이 즐거운 느낌을 느끼는 것이 아니라 마음이라는 별개의 개체[法]가 즐거운 느낌이라는 별개의 개체와 함께한 것, 즉, 두 개의 별개의 개체가 상응한 것이다.  불교 교의에 따르면, 무언가를 느끼는 것은, 느낌[受] 그 자체가 느낄[受] 뿐 따로 소유자가 있어 느끼는 것이 아니다. 그리고 이 느낌을 마음이 알아차림으로써, 즉, 이 느낌과 마음이 함께함으로써 느낌의 인식작용이 완성된다.
달리 말해, 인간은 색온 · 수온 · 상온 · 행온 · 식온의 5온으로 이루어져 있는데 색온(감각기관, 근)과 수온(느낌, 마음작용, 마음부수)과 식온(마음, 식)이 인식대상(경)과 화합할 때를, 즉, 4가지 조건 또는 인연이 만났을 때를 세간적인 표현 즉 엄밀한 표현이 아닌 일반적인 통용 표현으로 '무엇(인식대상)을 느낀다(색온+수온+식온)'고 말하는 것일 뿐이다.
정리하자먼, 즐거운 느낌이란 과거 선한(유익한) 업의 과보로서 마음에 드는 대상을 만나 저절로 일어나는 느낌이다. 그리고 즐거운 느낌은 즐거운 경험 속에서만 존재하는데, 즐거운 경험이란 ① 마음에 드는 대상(경)과 ② 그 대상과 만나게 된 몸(색온)과 ③ 그 대상을 만나 저절로 일어난 즐거운 느낌(수온)과 ④ 그 즐거운 느낌에 대한 앎(식온)이 화합하고 있는 현상이다.

## 신체적인 즐거움과 정신적인 즐거움
불교에 따르면, 모든 마음은 반드시 느낌[受]을 동반한다.(참고: 변행심소, 대지법) 즉, 크게 느낌을 세 가지로 구분할 때의 고수(괴로운 느낌) · 낙수(즐거운 느낌) · 불고불락수(괴롭지도 즐겁지도 않은 느낌, 무덤덤한 느낌, 그저 그런 느낌)의 3수(三受) 중 어느 하나와 반드시 상응한다. 또는, 3수를 더 세분한 고수(신체적으로 괴로운 느낌) · 낙수(신체적으로 즐거운 느낌) · 희수(정신적으로 즐거운 느낌) · 우수(정신적으로 괴로운 느낌) · 사수(정신적으로 괴롭지도 즐겁지도 않은 느낌, 나아가 고급한 형태의 균형의 느낌)의 5수(五受) 중 어느 하나와 반드시 상응한다.
3수의 낙수를 5수의 낙수와 희수로 세분한 이유는 다음과 같다.
과거의 업이 유익한(선한) 업일 때, 마음에 드는 대상 즉 즐거운 대상과 만나게 된다. 이 때 전5식 중 신식은 다른 네 가지 안식 · 이식 · 비식 · 설식이 평온 즉 괴롭지도 즐겁지도 않은 느낌 즉 사수와 함께하는 것과는 달리 신체적인 즐거움의 느낌 즉 낙수와 함께한다. 즉 신식은, 예를 들어, 새로 산 부드러운 이불을 덮었을 때처럼, 몸이 마음에 드는 대상을 감촉할 때 기분 좋은 촉감과 함께한다. 이에 비해 안식은 눈이 그 이불을 볼 때 그 이불과 유사한 것에 대한 경험이 이미 존재하지 않는다면 그냥 무덤덤한 느낌과 함께 한다. 그런 후 신식이 기분 좋은 촉감과 함께한 경험이 있은 후, 안식이 다시 그 이불을 볼 때 즐거움을 느낀다. 이와 같이, 즐거운  대상과 만났을 때 안식 · 이식 · 비식 · 설식과 함께하는 즐거움은 신체적인 것이 아니라 정신적인 것이다. 다른 예로, 사랑하는 사람을 보게 되어 즐거운 느낌(헤어지지 않고 싶어하는 느낌)이 들었을 때, 봄(안식)은 신체적인 것 즉 감각적인 것이지만 이 봄(안식)과 함께 일어나는 즐거움은 정신적인 것이다. 즉, 낙수가 아니라 희수이다. 전통적으로, 낙수 즉 신체적인 즐거움을 '즐거움'(팔리어: sukha 수카, 영어: pleasure)이라고 이름하고 희수 즉 정신적인 즐거움을 '기쁨'(팔리어: somanassa 소-마낫사, 영어: joy)이라고 이름한다.
그리고 6식 중 제6의식은 그 자체가 순전히 정신적인 것이므로 제6의식과 함께하는 즐거움도 정신적인 것이다. 즉, 낙수가 아니라 희수이다.
느끼는 즐거움이 정신적인 것인지 신체적인 것인지에 대해 정확히 아는 것은 그릇된 인식 즉 비리작의 즉 전도(顚倒)를 극복하는 수행에서 요구되는, 자신의 상태에 대해 현재 있는 그대로를 알아차리는 것에 도움이 된다.